# 감옥풍운 (1997년 영화)
《감옥풍운》(黑獄斷腸歌之砌生豬肉: Chinese Midnight Express, 양조위의 감옥풍운, 흑옥단장가지체생저육)는 홍콩에서 제작된 등연성 감독의 1997년 액션 영화이다. 양조위 등이 주연으로 출연하였고 이조기 등이 제작에 참여하였다.

## 출연

### 주연
- 양조위
- 오맹달

### 조연
- 서금강
- 나가영
- 임국빈
- 장문자
- 이조기
- 오지웅
- 정동
- 채엽신
- 유보현
- 송본충
- 윤양명
- 이력지
- 여피득
- 황수당
- 여선
- 오의장